# Premio al mejor Baloncestista Masculino del Año de la Horizon League
El Premio al mejor Baloncestista Masculino del Año de la Horizon League (en inglés, Horizon League Men's Basketball Player of the Year) es un galardón que otorga la Horizon League al jugador de baloncesto masculino más destacado del año. El premio fue entregado por primera vez en la temporada 1979–80, el primer año de existencia de la conferencia. Seis jugadores han ganado el premio en varias ocasiones: Byron Larkin, Brian Grant, Rashad Phillips, Alfredrick Hughes, Keifer Sykes y Loudon Love. Hughes es el único que ha sido galardonado en tres ocasiones.
A lo largo de la historia del premio ha habido tres años con doble ganador (1980–81, 1982–83 y 2021–22). Butler y Detroit Mercy son las universidades con más ganadores, con siete. Tres miembros actuales de la Horizon League no cuenta con ningún ganador: IU Indy, Purdue Fort Wayne y Youngstown State. Sin embargo, estas escuelas incluyen dos de los tres miembros más nuevos de Horizon League. IU Indy se unió (como IUPUI) en 2017 y Purdue Fort Wayne  se unió en 2020. Solo Youngstown State, miembro desde 2002, se unió antes de 2017.

## Ganadores

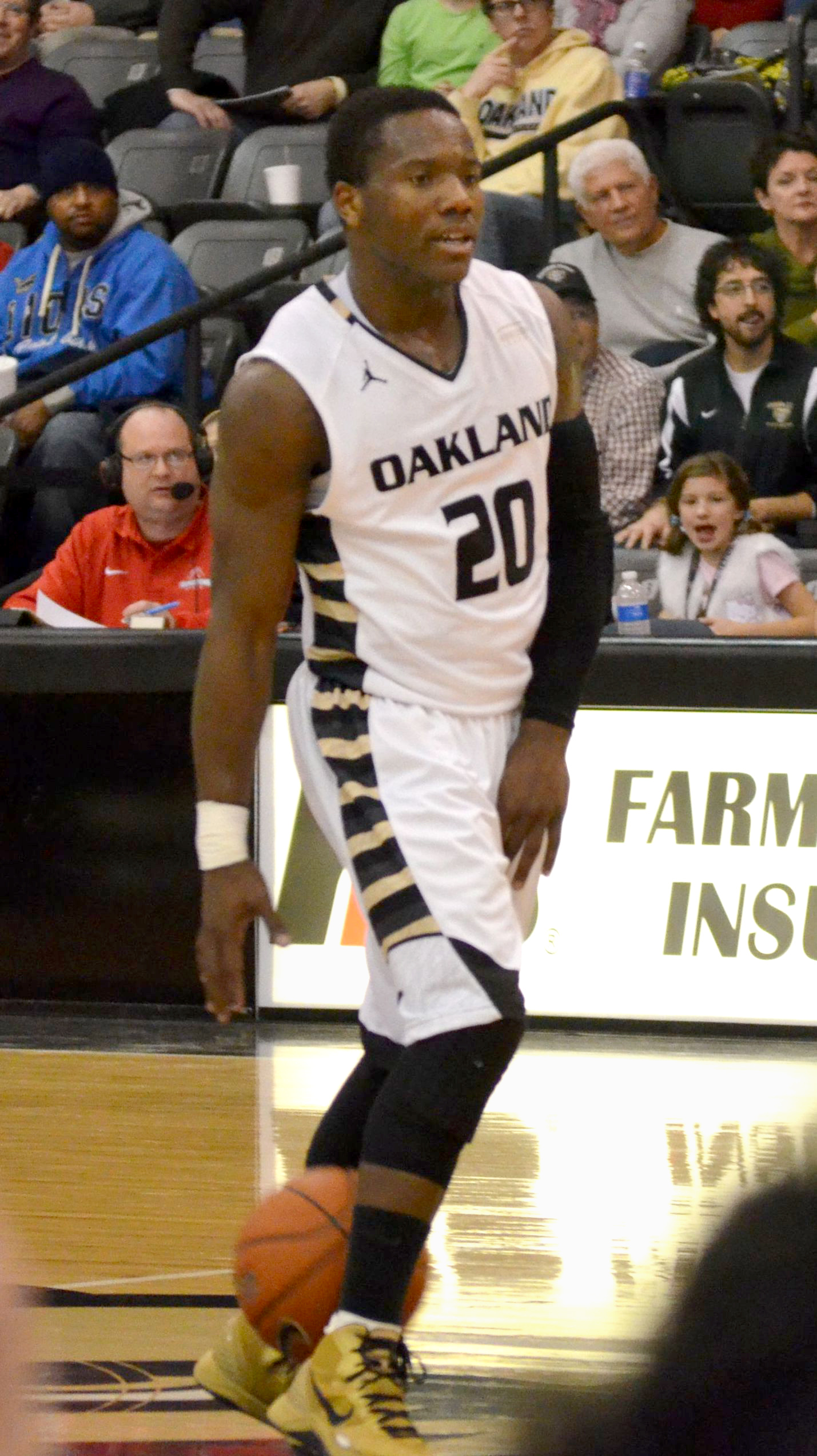
Kay Felder, ganador en 2016.

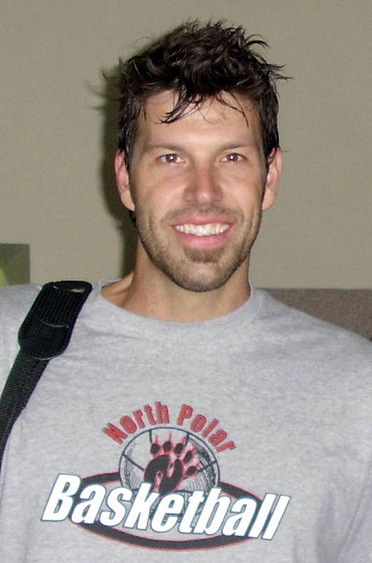
Jeff Nordgaard ganó el premio en 1996 como jugador de UW-Green Bay.

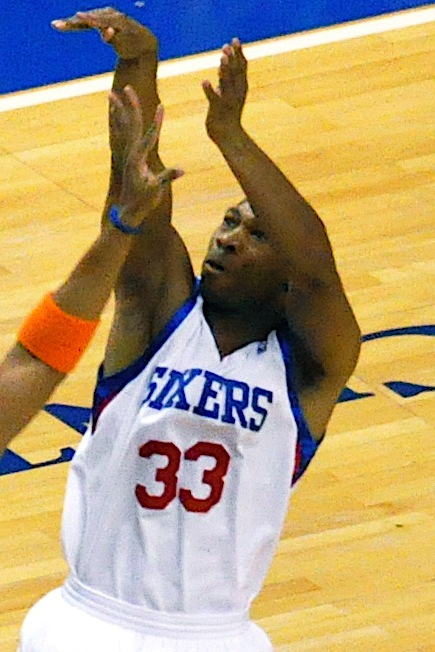
Willie Green ganó el premio en 2003 como jugador de Detroit.

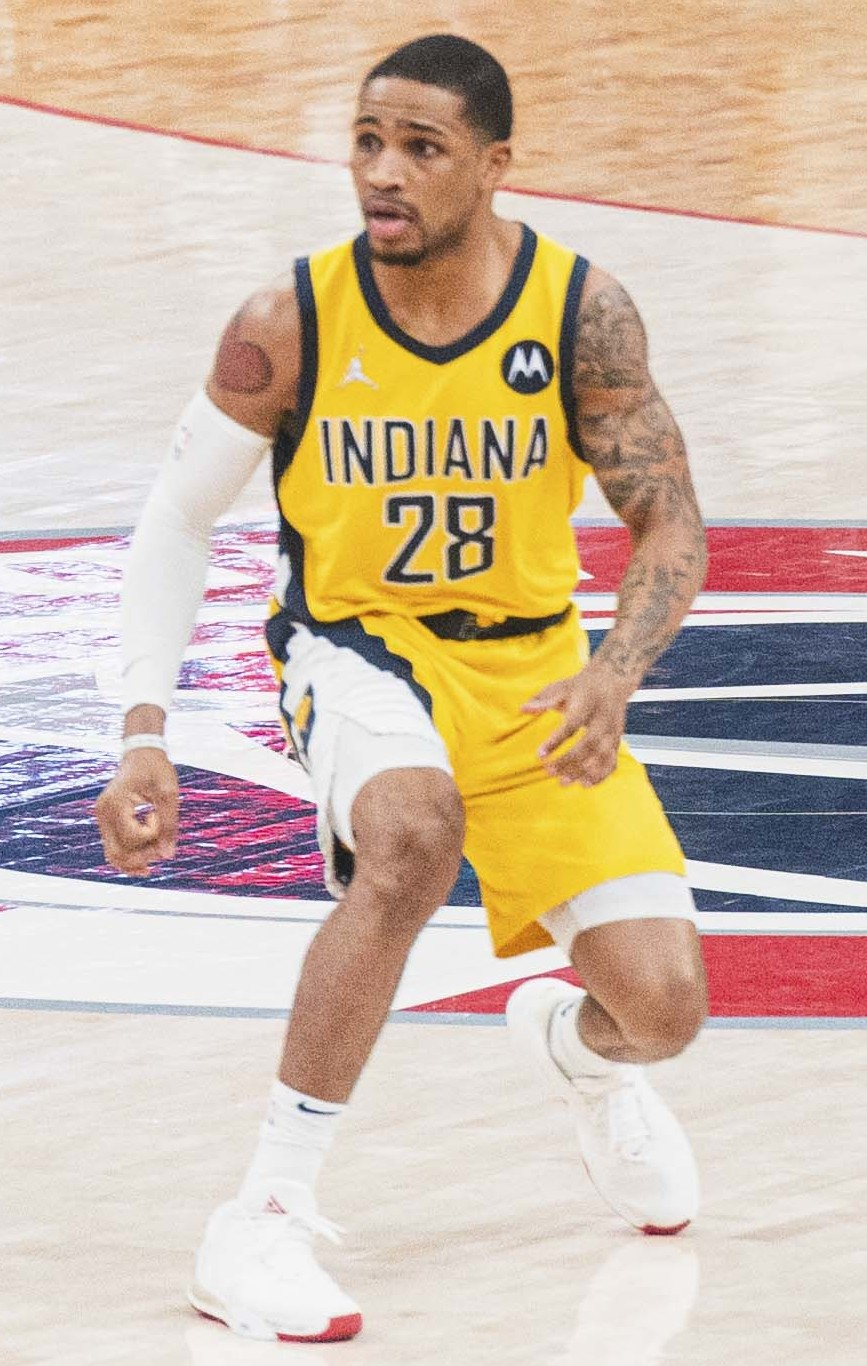
Keifer Sykes ganó el premio en 2014 y 2015 como jugador de Green Bay.

| †           | Co-Jugadores del Año                                                                                                |
| *           | Ganador del premio al mejor universitario del año: el Naismith College Player of the Year o el John R. Wooden Award |
| Jugador (X) | Denota el número de veces que ha conseguido el galardón                                                             |

| Temporada | Jugador               | Universidad       | Posición        | Curso     | Referencia |
| --------- | --------------------- | ----------------- | --------------- | --------- | ---------- |
| 1979–80   | Calvin Garrett        | Oral Roberts      | Alero           | Senior    |            |
| 1980–81†  | Darius Clemons        | Loyola (Chicago)  | Base            | Junior    |            |
| 1980–81†  | Rubin Jackson         | Oklahoma City     |                 | Junior    |            |
| 1981–82   | Wayne Sappleton       | Loyola (Chicago)  | Alero           | Senior    |            |
| 1982–83†  | Mark Acres            | Oral Roberts      | Pívot           | Sophomore |            |
| 1982–83†  | Alfredrick Hughes     | Loyola (Chicago)  | Alero           | Sophomore |            |
| 1983–84   | Alfredrick Hughes (2) | Loyola (Chicago)  | Alero           | Junior    |            |
| 1984–85   | Alfredrick Hughes (3) | Loyola (Chicago)  | Alero           | Senior    |            |
| 1985–86   | Byron Larkin          | Xavier            | Escolta         | Sophomore |            |
| 1986–87   | Andre Moore           | Loyola (Chicago)  | Ala-Pívot       | Senior    |            |
| 1987–88   | Byron Larkin (2)      | Xavier            | Escolta         | Senior    |            |
| 1988–89   | Scott Haffner         | Evansville        | Base            | Senior    |            |
| 1989–90   | Tyrone Hill           | Xavier            | Ala-Pívot       | Senior    |            |
| 1990–91   | Darin Archbold        | Butler            | Escolta         | Junior    |            |
| 1991–92   | Parrish Casebier      | Evansville        | Ala-Pívot       | Junior    |            |
| 1992–93   | Brian Grant           | Xavier            | Ala-Pívot/Pívot | Junior    |            |
| 1993–94   | Brian Grant (2)       | Xavier            | Ala-Pívot/Pívot | Senior    |            |
| 1994–95   | Sherell Ford          | UIC               | Alero           | Senior    |            |
| 1995–96   | Jeff Nordgaard        | UW-Green Bay      | Alero           | Senior    |            |
| 1996–97   | Jon Neuhouser         | Butler            | Ala-Pívot       | Junior    |            |
| 1997–98   | Mark Miller           | UIC               | Base/Escolta    | Senior    |            |
| 1998–99   | Jermaine Jackson      | Detroit           | Escolta         | Senior    |            |
| 1999–00   | Rashad Phillips       | Detroit           | Base            | Junior    |            |
| 2000–01   | Rashad Phillips (2)   | Detroit           | Base            | Senior    |            |
| 2001–02   | Rylan Hainje          | Butler            | Escolta         | Senior    |            |
| 2002–03   | Willie Green          | Detroit           | Escolta         | Senior    |            |
| 2003–04   | Dylan Page            | Milwaukee         | Ala-Pívot/Pívot | Senior    |            |
| 2004–05   | Ed McCants            | Milwaukee         | Escolta         | Senior    |            |
| 2005–06   | Brandon Polk          | Butler            | Alero           | Senior    |            |
| 2006–07   | DaShaun Wood          | Wright State      | Base            | Senior    |            |
| 2007–08   | Mike Green            | Butler            | Escolta         | Senior    |            |
| 2008–09   | Matt Howard           | Butler            | Ala-Pívot       | Sophomore |            |
| 2009–10   | Gordon Hayward        | Butler            | Escolta         | Sophomore | [ 1 ]      |
| 2010–11   | Norris Cole           | Cleveland State   | Base            | Senior    |            |
| 2011–12   | Ryan Broekhoff        | Valparaiso        | Alero           | Junior    |            |
| 2012–13   | Ray McCallum, Jr.     | Detroit           | Base            | Junior    |            |
| 2013–14   | Keifer Sykes          | Green Bay         | Base            | Junior    |            |
| 2014–15   | Keifer Sykes (2)      | Green Bay         | Base            | Senior    |            |
| 2015–16   | Kay Felder            | Oakland           | Base            | Junior    |            |
| 2016–17   | Alec Peters           | Valparaiso        | Alero           | Senior    | [ 2 ]      |
| 2017–18   | Kendrick Nunn         | Oakland           | Escolta         | Senior    | [ 3 ]      |
| 2018–19   | Drew McDonald         | Northern Kentucky | Ala-Pívot/Pívot | Senior    | [ 4 ]      |
| 2019–20   | Loudon Love           | Wright State      | Pívot           | Junior    | [ 5 ]      |
| 2020–21   | Loudon Love (2)       | Wright State      | Pívot           | Senior    | [ 6 ]      |
| 2021–22†  | Jamal Cain            | Oakland           | Ala-Pívot       | Graduado  | [ 7 ]      |
| 2021–22†  | Antoine Davis         | Detroit Mercy     | Escolta         | Senior    | [ 7 ]      |
| 2022–23   | Antoine Davis (2)     | Detroit Mercy     | Escolta         | Graduado  | [ 8 ]      |
| 2023–24   | Trey Townsend         | Oakland           | Alero           | Senior    | [ 9 ]      |
| 2024–25   | Alvaro Folgueiras     | Robert Morris     | PF              | Sophomore | [ 10 ]     |

## Ganadores por universidad
| Universidad (en Horizon desde) | Premios | Años                                      |
| ------------------------------ | ------- | ----------------------------------------- |
| Butler (1980)                  | 7       | 1991, 1997, 2002, 2006, 2008, 2009, 2010  |
| Detroit Mercy (1981)           | 7       | 1999, 2000, 2001, 2003, 2013, 2022†, 2023 |
| Loyola (Chicago) (1980)        | 6       | 1981†, 1982, 1983†, 1984, 1985, 1987      |
| Xavier (1980)                  | 5       | 1986, 1988, 1990, 1993, 1994              |
| Oakland (2013)                 | 4       | 2016, 2018, 2022†, 2024                   |
| Green Bay (1995)               | 3       | 1996, 2014, 2015                          |
| Wright State (1995)            | 3       | 2007, 2020, 2021                          |
| Valparaiso (2007)              | 2       | 2012, 2017                                |
| Evansville (1980)              | 2       | 1989, 1992                                |
| Oral Roberts (1980)            | 2       | 1980, 1983†                               |
| Milwaukee (1995)               | 2       | 2004, 2005                                |
| UIC (1995)                     | 2       | 1995, 1998                                |
| Oklahoma City (1980)           | 1       | 1981†                                     |
| Cleveland State (1995)         | 1       | 2011                                      |
| Northern Kentucky (2015)       | 1       | 2019                                      |
| Robert Morris (2020)           | 1       | 2025                                      |
| IU Indy (2017)                 | 0       | —                                         |
| Purdue Fort Wayne (2020)       | 0       | —                                         |
| Youngstown State (2002)        | 0       | —                                         |

Notas
1. ↑  Butler abandonó la conferencia tras la temporada 2011–12 para unirse a la Atlantic 10 Conference.
2. ↑  Aunque la actual Universidad de Detroit Misericordia fue creada por una fusión en 1990, la escuela todavía fue marcada para fines deportivos como "Detroit". La palabra "Mercy" no se agregó a la marca deportiva hasta 2017.
3. ↑  Loyola abandonó la conferencia tras la temporada 2012–13 para unirse a la Missouri Valley Conference (MVC).
4. ↑  Xavier abandonó la conferencia tras la temporada 1995–96 para unirse a la Atlantic 10 Conference.
5. ↑  Valparaiso abandonó la conferencia tras la temporada 2016–17 para unirse a la MVC.
6. ↑  Evansville abandonó la conferencia tras la temporada 1993–94 para unirse a la Missouri Valley Conference.
7. ↑  Oral Roberts abandonó la conferencia tras la temporada 1986–87 para unirse a la The Summit League.
8. ↑  UIC abandonará la conferencia tras la temporada 2021–22 para unirse a la MVC.
9. ↑  Oklahoma City abandonó la conferencia tras la temporada 1984–85 para unirse a la Sooner Athletic Conference en la NAIA.
10. ↑  IU Indy se unió a la Horizon League como IUPUI, en representación de la antigua Universidad de Indiana-Universidad Purdue de Indianápolis. En 2024, IUPUI se dividió en universidades separadas y el programa deportivo se trasladó a la nueva Universidad de Indiana en Indianápolis.